# Gonitwa (film 1971)
Gonitwa – polski telewizyjny film fabularny z 1971 roku w reżyserii Zygmunta Hübnera.

## O filmie
Film Zbigniewa Hübnera Gonitwa jest ekranowym debiutem Teresy Budzisz-Krzyżanowskiej.
Lokacje: Grodzisk Mazowiecki, Trójmiasto.

## Fabuła
Trzydziestokilkuletnia Teresa Budzisz pracuje w zawodzie krawcowej i prowadzi ustabilizowane życie u boku męża i dwóch córek. Zaniedbana i zapracowana matka i żona ciuła wraz z małżonkiem pieniądze na wymarzony domek z ogródkiem i w codziennym kieracie nie znajduje czasu na autorefleksję. A jednak nadchodzi moment, gdy codzienną egzystencję przeciętnej rodziny zakłóca jej przypadkowe spotkanie z nauczycielem jednej z córek. Pod wpływem zauroczenia mężczyzną, złakniona prawdziwej miłości kobieta traci dla niego głowę. Zaczyna o siebie dbać i ucieka od szarej codzienności w objęcia ukochanego, coraz częściej widując się z nim a jednocześnie mając coraz mniej czasu dla własnej rodziny.

## Obsada
- Teresa Budzisz-Krzyżanowska – Teresa Budzisz (w napisach figuruje jako Ona)
- Tadeusz Janczar – nauczyciel
- Bohdan Ejmont – mąż Teresy
- Helena Dąbrowska – obsada aktorska
- Stefania Iwińska – sąsiadka
- Anna Jaraczówna – gospodyni
- Jadwiga Kuryluk – obsada aktorska
- Zofia Merle – klientka krawcowej
- Stanisława Stępniówna – obsada aktorska
- Ewa Szykulska – klientka krawcowej
- Stanisław Gawlik – listonosz
- Stefan Wroncki – obsada aktorska
- Elżbieta Prugar – obsada aktorska
- Agnieszka Trojańczyk – obsada aktorska

## Pierwowzór literacki filmu
Autorem opowiadania pt. Gonitwa jest Marek Nowakowski. Zostało ono opublikowane w zbiorze noszącym ten sam tytuł (Warszawa: Czytelnik, 1967). W czołówce filmu nie ma informacji o pierwowzorze literackim. W swoim dziele pisarz wydobył z banalnej historii dramat kobiety, która przeżywając pierwsze w życiu oczarowanie, przekonuje się jednocześnie, że ma ono cierpki smak. Tego wątku w filmie Hübnera brak.